# St. Martin (Linden)

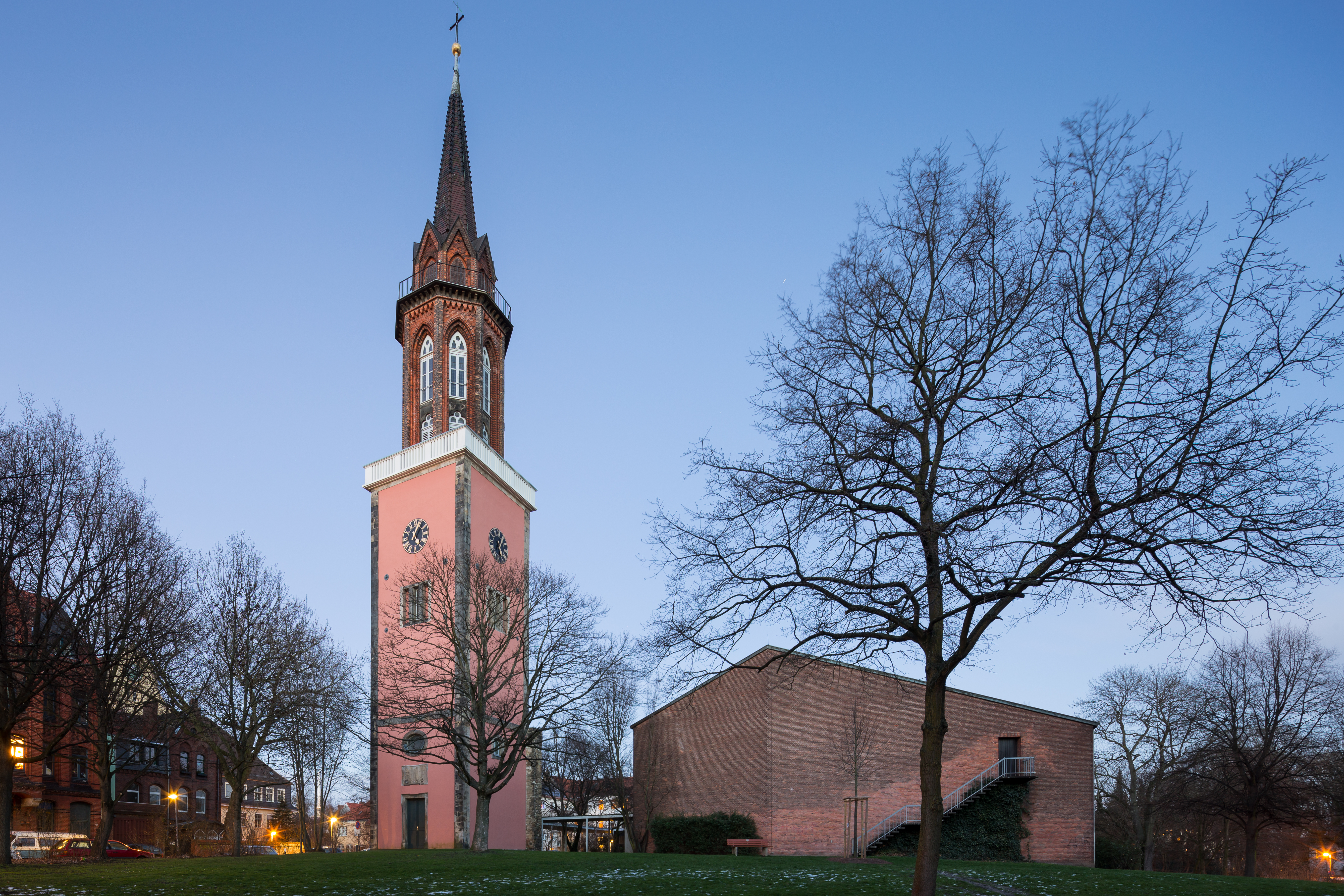
St. Martin mit altem Kirchturm und neuem Kirchenschiff

Die St.-Martins-Kirche oder St. Martin ist die älteste evangelisch-lutherische Kirche im heute zu Hannover gehörenden Linden und Pfarrkirche der St.-Martins-Gemeinde. Das Kirchengebäude beruht auf einem ersten Bau aus dem 13. Jahrhundert und einem barocken Nachfolgebau von 1728, der bis auf den Kirchturm durch die Luftangriffe auf Hannover im Zweiten Weltkrieg zerstört wurde. Das neue Kirchenschiff entstand 1957 nach einem Entwurf des Architekten Dieter Oesterlen.

## Lage
Die Kirche liegt im Stadtteil Linden-Mitte. Durch die erhöhte Lage am Osthang des Lindener Bergs und die Ausrichtung einiger Straßen auf den Turm wirkt die Kirche als Landmarke, lag jedoch nie im Zentrum des Ortes.

## Geschichte

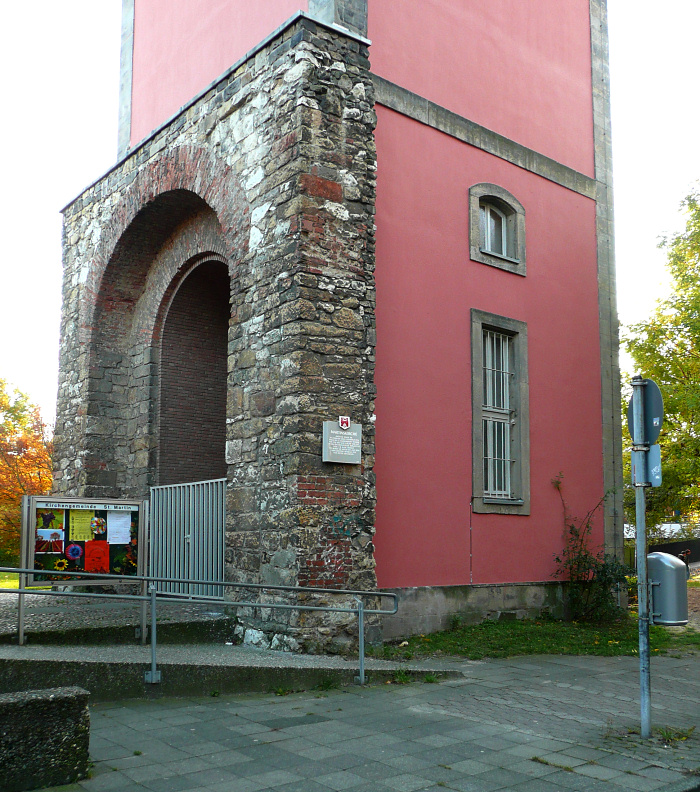
Turm mit Maueranschluss zum 1943 zerstörten Kirchenschiff

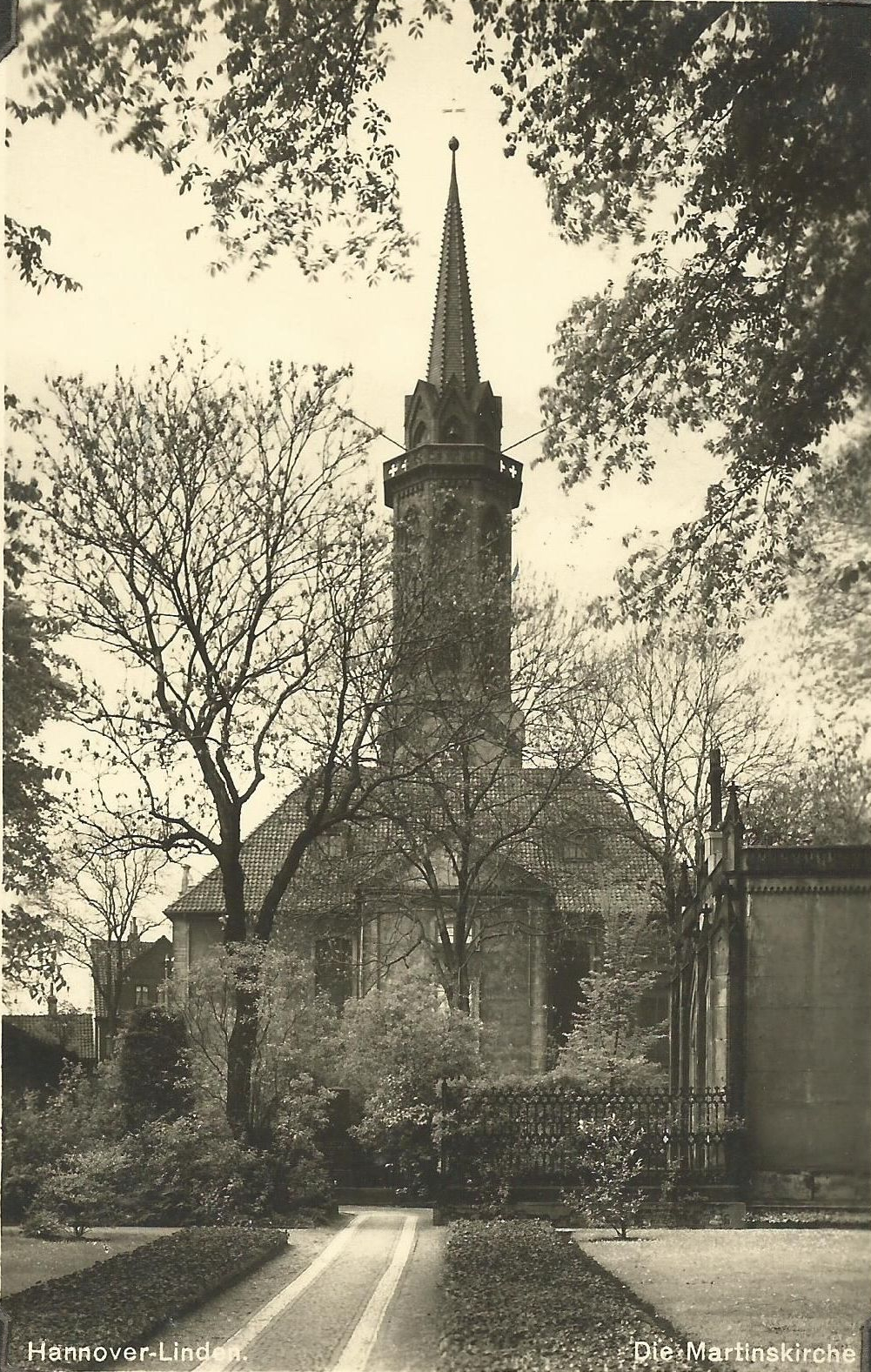
Blick von Osten auf die Kirche (um 1900)

Das Dorf Linden, zwischen der Ihme und dem Lindener Berg gelegen, wurde 1115 erstmals erwähnt. Ein erster Kirchenbau am Osthang des Lindener Bergs wird vor 1285 vermutet. Zu dieser Zeit einigten sich Graf Gerhard von Hallermund und Graf Johann von Roden vertraglich darauf, das Patronatsrecht gemeinsam auszuüben und die Geistlichen abwechselnd zu ernennen. Die Kirche unterstand zunächst dem Archidiakonat Pattensen der Diözese Minden. Ab 1328 stand die Kirche unter dem Patronat des Klosters Marienwerder. In einer Urkunde von 1333 wurde die feierliche Begehung des Martinstages angeordnet. Diese Erwähnung des Heiligen Martin wurde zum Auslöser für die Namensgebung. Das älteste Kirchensiegel zeigt dagegen den Heiligen Petrus, die größte Glocke Petrus und Paulus. 1538 wurde im Kirchspiel Linden, zu dem jahrhundertelang Linden, Ricklingen, Bornum, Badenstedt und Davenstedt gehörten, die Reformation eingeführt. Im Dreißigjährigen Krieg wurde das Dorf Linden 1641 ausgeplündert und die Dorfkirche beschädigt.
Zur Zeit des Königreichs Hannover wuchs die Bevölkerung infolge der ab 1830 einsetzenden Industrialisierung des vormaligen Dorfes Linden rasant an. In dieser Zeit kam Ernst August Hermann Wilhelm Nolte 1859 als Pfarrer nach St. Martin. Er sorgte unter anderem für die Einrichtung einer Diakonissenstation und gründete mit anderen zusammen eine Warteschule für Kinder.
Im Zuge der rasant anwachsenden Bevölkerungsentwicklung wurde Linden 1885 zur Stadt erhoben. St. Martin wurde dadurch die Mutterkirche für mehrere Tochtergemeinden:
- 1877: Michaelisgemeinde Ricklingen mit den Tochtergemeinden St. Thomas in Oberricklingen (1955), Maria-Magdalenen in Ricklingen (1962–2009) und Bonhoeffer-Kirchengemeinde in Mühlenberg (1971)
- 1880: Zionsgemeinde in Linden-Süd (seit 1943 Erlöserkirche)
- 1892: Bethlehemkirche in Linden-Nord (seit 2009 zusammen mit der Gerhard-Uhlhorn-Gemeinde als Kirchengemeinde Linden-Nord in Hannover)

Erst während des Baus der Zionskirche bekam die alte Kirche in Linden 1879 den Namen Martinskirche nach dem Heiligen Martin. 1886 wurde sie dem hannoverschen Konsistorium unterstellt. Von 1981 bis 1991 war Oda-Gebbine Holze-Stäblein Gemeindepastorin der St.-Martins-Gemeinde.

## Baugeschichte

### Vorgänger

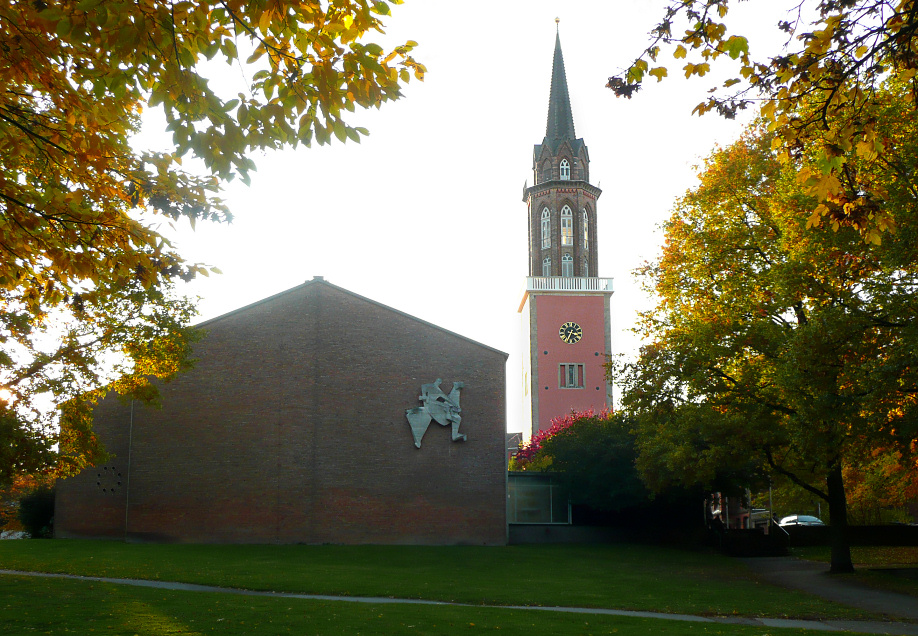
Martins-Kirche von Osten

Schon vor 1285 gab es einen ersten Kirchenbau am Lindener Berg. Ein Merian-Stich zeigt um 1650 einen Bau mit vierseitigem Turm und einer mit Ziegeln bedeckten, hohen Spitze.
Nach dem Dreißigjährigen Krieg wurde die alte baufällige Kirche 1727 abgerissen, und 1728 entstand an Stelle des Vorgängerbaus eine neue Kirche als barocker querschiffiger Saalbau nach einem Plan von Johann Christian Böhme mit einem Kanzelaltar im Zentrum. Allerdings reichten die Mittel nicht mehr für die Vollendung des Kirchturms. Der Kirchturm wurde erst 1854 mit einer vom Architekten Conrad Wilhelm Hase im neugotischen Stil entworfenen Turmspitze vollendet. Nach ähnlichem Entwurf gestaltete Hase den Kirchturm der evangelisch-lutherischen Hoffnungskirche in Westrhauderfehn. Bei einer grundlegenden Renovierung 1912 wurden vier Seitenemporen und eine Orgelempore eingebaut und die Kirche erhielt eine neue Innenausstattung. Bei einem der Luftangriffe auf Hannover im Zweiten Weltkrieg wurde das Kirchenschiff am 22. September 1943 durch eine Luftmine weitgehend zerstört, während der Turm unbeschädigt blieb.

### Neubau
Der Neubau erfolgte von 1955 bis 1957 nach einem Entwurf von Dieter Oesterlen. Dabei wurden das Kirchenschiff und die Sakristei als Neubau abgesetzt vom Turm errichtet. Der unter Denkmalschutz stehende Turm wurde weitgehend erhalten, er erhielt in der Höhe eine neue Galerie. Der frühere Anschluss des Turms an das Kirchenschiff wurde als unverputzter Bereich in Bruchsteinmauerwerk belassen. Die Neugestaltung kennzeichnen ein asymmetrischer Grundriss und der nüchterne Baustil unter Verwendung von Stein, Beton und Glas. Dies entspricht der Entwicklung im Kirchenbau in Deutschland nach dem Zweiten Weltkrieg, als ältere Richtlinien wie das Eisenacher Regulativ und das Wiesbadener Programm aufgegeben wurden, die den Kirchenbau bis weit in die Zeit nach dem Ersten Weltkrieg beeinflusst hatten. Kanzel und Altar sind nun auch im lutherischen Gottesdienst einander gleichwertig zugeordnet. 1980 stiftete der Lindener Günter Heinze (* 1921; † 1988) eine neue Kirchturmuhr mit vier Zifferblättern als Ersatz für die 1943 im Krieg zerstörte Vorgängerin.

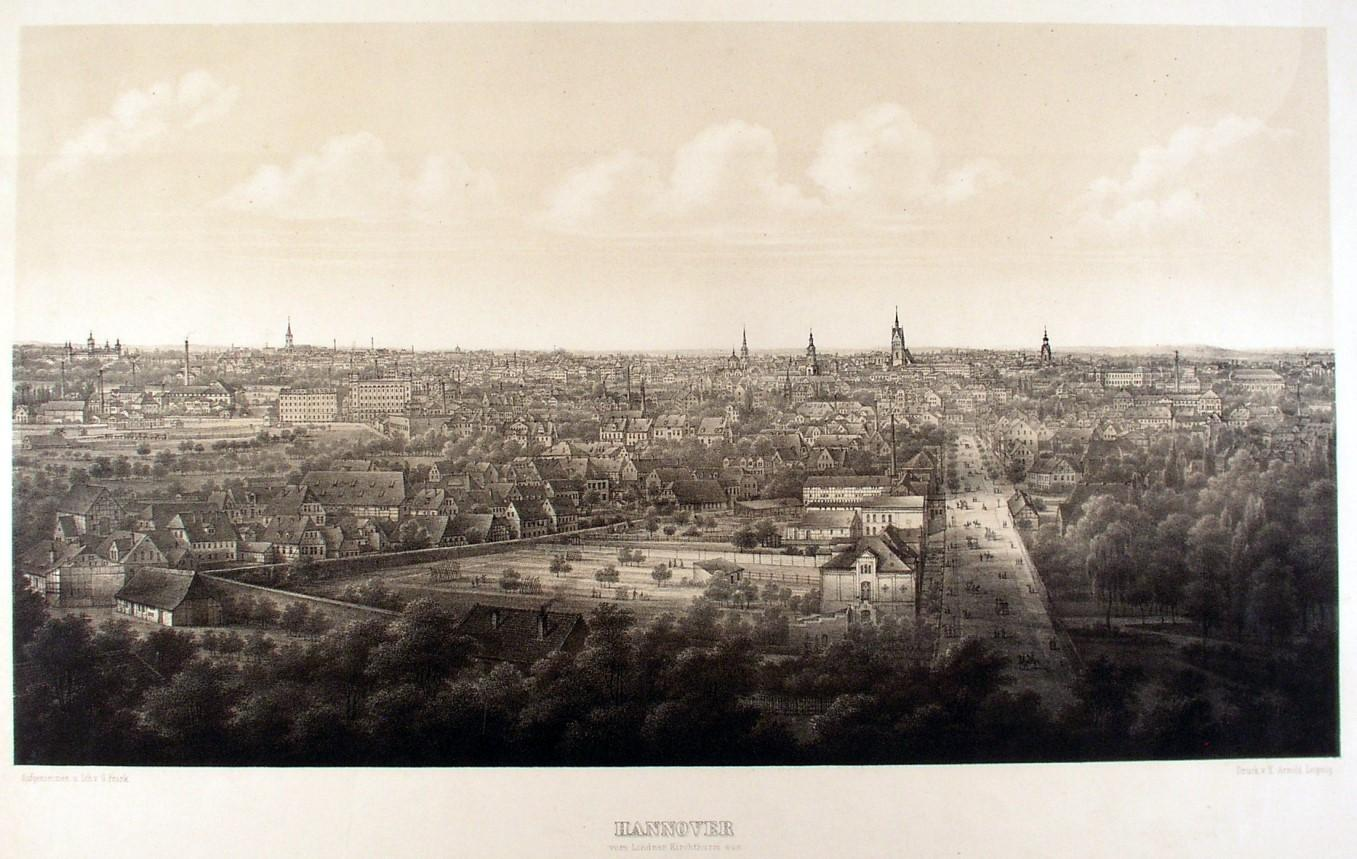
„Hannover vom Lindner Kirchthurm aus“, um 1860; Gesamtansicht von Gustav Frank als lithographische Vedute, circa 34 × 61 cm

### Denkmalschutz
2014 wurde bekannt, dass die neue St. Martins-Kirche in Linden-Mitte zusammen mit neun weiteren Kirchen aus der Nachkriegszeit unter Denkmalschutz gestellt werden soll. Bisher dahin stand nur der historische Kirchturm unter Schutz. Erstmals im Bereich der Evangelisch-lutherischen Landeskirche wurden in Hannover alle 38 in der Nachkriegszeit entstandenen Kirchenbauten in Zusammenarbeit zwischen kirchlicher und staatlicher Denkmalpflege im Hinblick auf ihre Denkmalwürdigkeit kategorisiert.

## Ausstattung

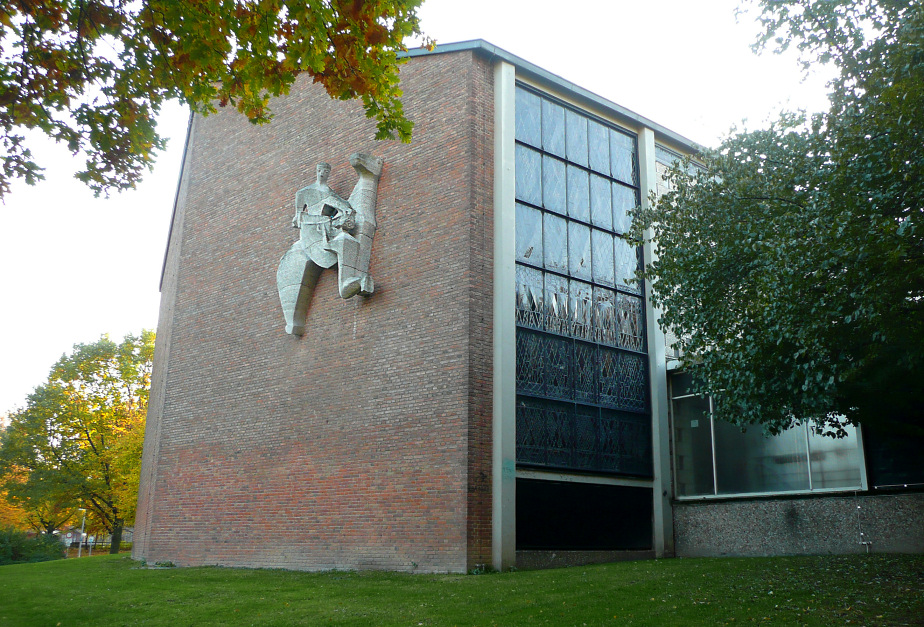
Figur des St. Martin am Kirchenschiff

An der östlichen Außenwand befindet sich ein Relief des Heiligen Martin vom Bildhauer Kurt Lehmann. Der Taufstein von 1647 konnte aus dem alten Bau übernommen werden. Sehenswert sind im Innenraum außerdem die Altarwand, die Buntglasfenster und die Brüstung der Empore, gestaltet von Klaus (Claus) Arnold (Karlsruhe). Die Altarwand zeigt die zwölf Tore des himmlischen Jerusalem, gemauert aus Backstein und plastisch hervortretend, nach der Offenbarung des Johannes im Neuen Testament. Die Bilder der Empore zeigen in Betonreliefs Motive aus dem Alten Testament wie Schöpfung, Arche Noah, Turmbau zu Babel, die Zehn Gebote und den Tanz um das Goldene Kalb. Das Kruzifix auf dem Altar ist ein Werk von Franz Rickert (München).

### Orgel
Die Orgel auf der Empore wurde 1965 von der Orgelbau-Werkstatt Paul Ott (Göttingen) erbaut. Das Schleifladen-Instrument hat 32 Register auf drei Manualen und Pedal. Die Spiel- und Registertrakturen sind mechanisch. Es wurde 1992 erneuert und ergänzt.
| I Hauptwerk C–g3 |              |       |
| 1.               | Quintade     | 16′   |
| 2.               | Prinzipal    | 8′    |
| 3.               | Spitzgedackt | 8′    |
| 4.               | Oktave       | 4′    |
| 5.               | Rohrflöte    | 4′    |
| 6.               | Nasat        | 2 ⁄3′ |
| 7.               | Oktave       | 2′    |
| 8.               | Mixtur V-VII |       |
| 9.               | Trompete     | 8′    |

| II Rückpositiv C–g3 |                 |       |
| 10.                 | Gedackt         | 8′    |
| 11.                 | Prinzipal       | 4′    |
| 12.                 | Koppelflöte     | 4′    |
| 13.                 | Schwiegel       | 2′    |
| 14.                 | Quinte          | 1 ⁄3′ |
| 15.                 | Scharff IV-V    |       |
| 16.                 | Sesquialtera II |       |
| 17.                 | Krummhorn       | 8′    |
|                     | Tremulant       |       |

| III Brustwerk C–g3 |             |    |
| 18.                | Holzgedackt | 8′ |
| 19.                | Gedackflöte | 4′ |
| 20.                | Gemshorn    | 2′ |
| 21.                | Sifflöte    | 1′ |
| 22.                | Terzian II  |    |
| 23.                | Zimbel III  |    |
| 24.                | Vox humana  | 8′ |
|                    | Tremulant   |    |

| Pedalwerk C–f1 |               |     |
| 25.            | Subbass       | 16′ |
| 26.            | Prinzipal     | 8′  |
| 27.            | Gedacktpommer | 8′  |
| 28.            | Metallflöte   | 4′  |
| 29.            | Nachthorn     | 2′  |
| 30.            | Mixtur V      |     |
| 31.            | Posaune       | 16′ |
| 32.            | Clarine       | 4′  |

- Koppeln: II/I, III/I, I/P, II/P

### Glocken
Im Kirchturm hängt neben drei kleineren Glocken von 1959 aus der Glockengießerei Friedrich Wilhelm Schilling in Heidelberg die große „Lutherglocke“, gegossen im Geburtsjahr Martin Luthers 1483. Ihre Inschrift lautet: Anno MCCCCLXXXIII. Defunctos plango, vivos voco, fulgura frango. („Im Jahr 1483. Die Toten betrauere ich, die Lebenden rufe ich, die Blitze breche ich“.) Zur Verzierung der Glocke ist auf der einen Seite Simon Petrus mit dem Schlüssel, auf der anderen Paulus von Tarsus mit dem Schwert angebracht. Das Glockengeläut ist gestimmt auf die Schlagtöne f’ – as’ – b’ – des’’.

## Friedhof

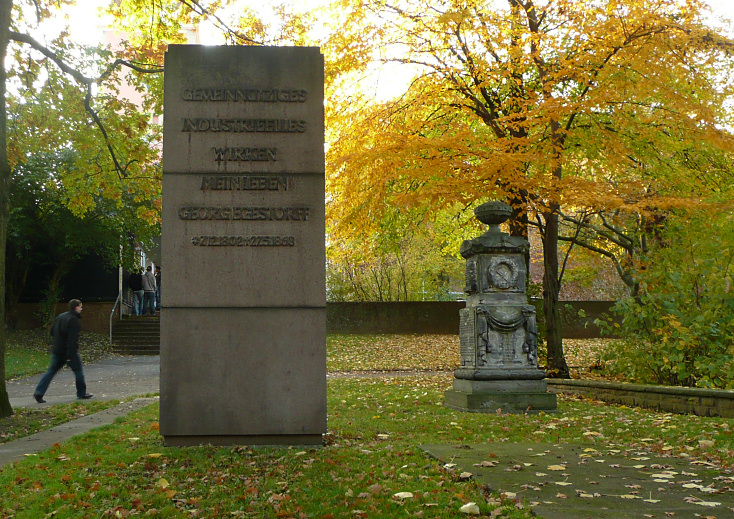
Zwei letzte Grabsteine

Die Dorfkirche war ursprünglich von einem Friedhof umgeben. Nach der Eröffnung eines neuen Friedhofs auf dem Lindener Berg im Jahr 1862 wurde der frühere Friedhof geschlossen. Nach den Zerstörungen des Zweiten Weltkriegs und der Umgestaltung in den 1950er Jahren in eine Rasenfläche sind nur noch zwei Grabdenkmäler erhalten. Es handelt sich um Grabsteine für Angehörige der Lindener Industriellenfamilie Egestorff in Form eines beschädigten Grabsteins von Johann Egestorff und eines neueren Grabsteins für Georg Egestorff. Der ehemalige Friedhof ist heute Teil des Von-Alten-Garten, dessen alte Begrenzungsmauer jenseits der Kirchstraße noch zu erkennen ist.
Die Gestaltung der Außenanlagen des Neubaus übernahm der Garten- und Landschaftsarchitekt Wilhelm Hübotter.